# Víctor Neumann
Víctor Neumann-Lara (también conocido como Víctor Neumann) (1933-2004) fue un matemático mexicano, pionero en el campo de la Teoría de grafos (aunque él siempre prefirió hablar de Teoría de las gráficas) en los países de habla hispana. También trabajó en Topología general, Teoría de juegos y Combinatoria tuvo un número de Erdös 2.

## Biografía
Nacido en la ciudad de Huejutla, (Hidalgo, México), siendo muy joven se trasladó a México, D.F. donde se licenció en Matemáticas por la Facultad de Ciencias de la Universidad Nacional Autónoma de México.
Durante toda su vida se dedicó a la enseñanza, impartiendo más de 100 cursos tanto en México como a todo lo largo del mundo.

## Obra
Fue miembro del Instituto de Matemáticas en la UNAM y dirigió 7 tesis doctorales. Sus publicaciones han merecido numerosas citas por parte de otros matemáticos a nivel internacional.

## Publicaciones (selección)
- Francisco Larrión, Víctor Neumann-Lara, Miguel A. Pizaña, Thomas Dale Porter "A hierarchy of self-clique graphs" Discrete Mathematics 282(1-3): 193-208 (2004)

- M. E. Frías-Armenta, Víctor Neumann-Lara, Miguel A. Pizaña "Dismantlings and iterated clique graphs" Discrete Mathematics 282(1-3): 263-265 (2004)

- Xueliang Li, Víctor Neumann-Lara, Eduardo Rivera-Campo "On a tree graph defined by a set of cycles" Discrete Mathematics 271(1-3): 303-310 (2003)

- Juan José Montellano-Ballesteros, Víctor Neumann-Lara "An Anti-Ramsey Theorem" Combinatorica 22(3): 445-449 (2002)

- Francisco Larrión, Víctor Neumann-Lara "On clique divergent graphs with linear growth" Discrete Mathematics 245(1-3): 139-153 (2002)

- Francisco Larrión, Víctor Neumann-Lara, Miguel A. Pizaña "Whitney triangulations, local girth and iterated clique graphs" Discrete Mathematics 258(1-3): 123-135 (2002)

- Francisco Larrión, Víctor Neumann-Lara, Miguel A. Pizaña "On the homotopy type of the clique graph" J. Braz. Comp. Soc. 7(3): 69-73 (2001)

- Francisco Larrión, Víctor Neumann-Lara "Locally C6 graphs are clique divergent" Discrete Mathematics 215: 159-170 (2000)

- Manuel Abellanas, G. Hernández, Rolf Klein, Víctor Neumann-Lara, Jorge Urrutia "A Combinatorial Property of Convex Sets" Discrete & Computational Geometry 17(3): 307-318 (1997)

- Manuel Abellanas, G. Hernández, Rolf Klein, Víctor Neumann-Lara, Jorge Urrutia "Voronoi Diagrams and Containment of Families of Convex Sets on the Plane" Symposium on Computational Geometry 71-78 (1995)

- Jorge L. Arocha, Javier Bracho, Víctor Neumann-Lara "Tight and Untight Triangulations of Surfaces by Complete Graphs" J. Comb. Theory, Ser. B 63(2): 185-199 (1995)

- Víctor Neumann-Lara, Eduardo Rivera-Campo "Spanning trees with bounded degrees" Combinatorica 11(1): 55-61 (1991)

- Roland Häggkvist, Pavol Hell, Donald J. Miller, Víctor Neumann-Lara "On multiplicative graphs and the product conjecture" Combinatorica 8(1): 63-74 (1988)

- Víctor Neumann-Lara, H. Galeana-Sánchez "On kernel-perfect critical digraphs" Discrete Math. 59: 257-265 (1986)

- Víctor Neumann-Lara, N. Santorro, Jorge Urrutia "Uniquely colourable m-dichromatic oriented graphs" Discrete Math. 62: 65-70 (1986)

- Víctor Neumann-Lara, Luis Montejano "A variation of Menger's theorem for long paths" J. Combin. Theory Ser. B 36: 213-217 (1984)

- Víctor Neumann-Lara, Jorge Urrutia "Vertex critical r-dichromatic tournaments" Discrete Math. 49: 83-87 (1984)

- Víctor Neumann-Lara, H. Galeana-Sánchez "On kernels and semikernels of digraphs" Discrete Math. 48: 67-76 (1984)

- Víctor Neumann-Lara "The dichromatic number of a digraph" J. Combin. Theory Ser. B 33: 265-270 (1982)

- Víctor Neumann-Lara "k-Hamiltonian graphs with given girth" Colloq. Math. Soc. Janos Bolyai 10: 1133-1142 (1975)